# Veitsinavanlammit
Veitsinavanlammit är en sjö i Finland. Den ligger i kommunen Simo i landskapet Lappland, i den norra delen av landet, 600 km norr om huvudstaden Helsingfors. Veitsinavanlammit ligger 93,7 meter över havet. Arean är 14,2 hektar och strandlinjen är 4,24 kilometer lång. Sjön  ingår i Kuivajokis huvudavrinningsområde. 